# 南中丸
南中丸（みなみなかまる）は、埼玉県さいたま市見沼区の大字。郵便番号は337-0041。

## 地理
さいたま市見沼区西部の三方を見沼やその開析谷の低地に囲まれた舌状の大宮台地上に主に位置する。地区は「コ」の字型を90度左に回転させた形をしていて、中央部には南中野と中川の飛地がある。地区の東側を蓮沼や南中野の飛地や御蔵の飛地、南側を東新井や南中野や中川、西側を上山口新田や堀の内町、北側を大和田町と隣接する。地内は農地が多い農業地域であったが市街化区域に指定され、地区の周辺部から市街化が進み住宅地と生産緑地地区としての農地が混在する。低地の水田は埋め立てられ宅地造成されている。古くからある民家は地区の中央部に点在する。
至近に駅はないが、大宮駅までの路線バスが充実している。
春日氏居館址（春日城もしくは中丸城とも）や縄文遺跡の南中丸遺跡がある。

### 地価
国土交通省地価公示
①
- 所在及び地番：大字南中丸字高井119番3
- 価格：112,000円/m2
- 利用現況：住宅
②
- 所在及び地番：大字南中丸字南五反田1117番35
- 価格：117,000円/m2
- 利用現況：住宅

①②共に 2016年（平成28年）1月1日現在
都道府県地価調査
①
- 所在及び地番：大字南中丸字南五反田1117番35
- 価格：117,000円/m2
- 利用現況：住宅
②
- 所在及び地番：大字南中丸字合野谷787番6外
- 価格：108,000円/m2
- 利用現況：住宅
③
- 所在及び地番：大字南中丸字久保462番12
- 価格：117,000円/m2
- 利用現況：住宅

①②③共に2015年（平成27年）7月1日現在

## 歴史
もとは江戸期より存在した足立郡南部領に属する中丸村として、周囲の村と同様に独立していた。村高は正保年間の『武蔵田園簿』では180石（田128石余、畑51石余）、『元禄郷帳』や『天保郷帳』では160石余であった。助郷は日光御成街道大門宿に出役していたが、享保・寛保・宝暦年間は水害被害に見舞われがちな植田谷領の村に代わり中山道大宮宿にも出役していた。化政期の戸数は47軒で、村の規模は東西、南北とも5町余であった。長芋と柿渋は未村の特産品であった。
- 1590年（天正18年）より知行は旗本春日氏[6]。なお、検地は1591年（天正19年）に実施、新田検地は1706年（宝永3年）、1708年（宝永5年）、1731年（享保16年）にそれぞれ実施[6]。
- 寛永年間に見沼溜井の造成により田畑20石が水没する。
- 1828年（文政11年）より大門宿寄場34か村組合に所属[6]。
- 幕末時点では足立郡中丸村であった。明治初年の『旧高旧領取調帳』の記載によると、知行は旗本春日兵庫であった[8]。
- 1869年（明治2年）12月2日：この日までに旗本領が上知され、浦和県の管轄となる（府藩県三治制も参照）。
- 1871年（明治4年）11月13日：第1次府県統合により、埼玉県の管轄となる。
- 1879年（明治12年）3月17日：郡区町村編制法により成立した北足立郡に属す。郡役所は浦和宿に設置、それに伴い、郡内に同名の村が所在（現・北本市北中丸）したことから、中丸村が南中丸村に改称される[6][9]。
- 1889年（明治22年）4月1日：町村制施行により、片柳村・山村・東新井村・中川村・笹丸村・御蔵村・染谷村・南中野村・南中丸村・上山口新田・西山村新田・新右ェ門新田・加田屋新田が合併し、新たな片柳村が成立[10]。片柳村の大字南中丸となる[6]。
- 1955年（昭和30年）1月1日：指扇村・馬宮村・植水村・片柳村・七里村・春岡村が大宮市へ編入合併され[11]、大宮市の大字となる。
- 1969年（昭和44年）2月7日：地内に「こまどり幼稚園」が開園する[12]。
- 1991年（平成3年）4月1日：地内に大宮市立八幡中学校（現・さいたま市立大宮八幡中学校）が開校する[13]。
- 2001年（平成13年）5月1日：浦和市・大宮市・与野市が合併し、さいたま市が発足。同市の大字となる。
- 2003年（平成15年）4月1日：さいたま市が政令指定都市に移行し、同市見沼区の大字となる。

## 世帯数と人口
2017年（平成29年）9月1日現在の世帯数と人口は、以下のとおりである。
| 大字       | 世帯数    | 人口    |
| ---------- | --------- | ------- |
| 大字南中丸 | 3,986世帯 | 9,394人 |

## 小・中学校の学区
市立小・中学校に通う場合、学区（校区）は以下のとおりとなる。
| 区域                                                                  | 小学校                   | 中学校                     |
| --------------------------------------------------------------------- | ------------------------ | -------------------------- |
| 1 - 126番地                                                           | さいたま市立芝川小学校   | さいたま市立第二東中学校   |
| 127 - 391番地 462 - 650番地 722 - 733番地 735 - 742番地 754 - 797番地 | さいたま市立芝川小学校   | さいたま市立大宮八幡中学校 |
| 392 - 461番地 813 - 最終番地                                          | さいたま市立大谷小学校   | さいたま市立大宮八幡中学校 |
| その他                                                                | さいたま市立海老沼小学校 | さいたま市立大宮八幡中学校 |

## 交通

### 鉄道
地内に鉄道路線は通っていない。最寄り駅は地点によって異なり、東日本旅客鉄道（JR東日本）京浜東北線・宇都宮線・高崎線のさいたま新都心駅、東武野田線（東武アーバンパークライン）の大宮公園駅、同大和田駅のいずれかである。大和田駅は、大字南中丸字南五反田1117-35の地点から約1.3 kmの位置にある。

### 道路
- 埼玉県道1号さいたま川口線（第二産業道路）
- 埼玉県道214号新方須賀さいたま線

### バス
- 国際興業バス
  - さいたま東営業所
    - 大01：大宮駅東口 - 氷川参道 - 芝川新橋 -  日大前 - 浦和大学入口 - 浦和美園駅西口
    - 大02：大宮駅東口 - 氷川参道 - 芝川新橋 - 日大前 - 浦和学院高校
    - 大02-3：大宮駅東口 - 氷川参道 - 芝川新橋 - 日大前 - 浦和東高校
    - 大03：大宮駅東口 - 氷川参道 - 芝川新橋 - 日大前 - 片柳支所 - 染谷折返場
    - 大04：大宮駅東口 - 堀の内橋 - 西中野 - 日大前 - 大谷 - 大谷県営住宅
    - 大04-3：大宮駅東口 - 堀の内橋 - 西中野 - 日大前 - 大谷 - 大宮東高校 - 東部リサイクルセンター
    - 大05：日大前→芝川新橋→氷川参道→大宮駅東口
    - 大10：大宮駅東口 - 氷川参道 - 芝川新橋 - 団地南 - 東新井団地
    - 大12：大宮駅東口→氷川参道→芝川新橋→大正坂→円蔵院下→西浦→中川天神→芝川新橋→氷川参道→大宮駅東口〈中川循環〉
    - 大12-2：大正坂→円蔵院下→西浦→中川天神→芝川新橋→氷川参道→大宮駅東口
    - 大12-3：大宮駅東口→氷川参道→芝川新橋→大正坂→円蔵院下→西浦
    - 大14：大宮駅東口→西中野→大和田駅入口→東大宮駅→アーバンみらい→深作中（深夜バスのみ）
    - 大15：大宮駅東口→氷川参道→大宮サッカー場→寿能住宅→導守→高井→芝川新橋→氷川参道→大宮駅東口〈導守循環・寿能先回り〉
    - 大15：大宮駅東口→氷川参道→芝川新橋→高井→導守→寿能住宅→大宮サッカー場→氷川参道→大宮駅東口〈導守循環・西中野先回り〉
    - 大15-2：大宮駅東口→氷川参道→鹿島橋→大和田→導守→高井→芝川新橋→氷川参道→大宮駅東口〈導守中回り循環・芝川先回り〉
    - 大15-2：大宮駅東口→氷川参道→芝川新橋→高井→導守→大和田→鹿島橋→氷川参道→大宮駅東口〈導守中回り循環・西中野先回り〉
    - 大15-3：大宮駅東口→氷川参道→大宮サッカー場前→寿能住宅→導守→高井→南鳳台住宅→南中野→堀の内橋→氷川参道→大宮駅東口〈導守南中野循環・寿能先回り〉
    - 大15-3：大宮駅東口→氷川参道→堀の内橋→南中野→南鳳台住宅→高井→導守→寿能住宅→大宮サッカー場→氷川参道→大宮駅東口〈導守南中野循環・南中野先回り〉
    - 大81：大宮駅東口 - 氷川参道 - 芝川新橋 - 日大前 - 片柳支所 - さいたま東営業所

## 地域

### 住宅団地
- 青葉住宅団地
- フラワー団地
- 南鳳台住宅

### 公園・緑地
- 南中丸緑地公園
- 南中丸第一公園
- 南中丸第二公園
- 南中丸第三公園
- 南中丸第四公園
- 南中丸第五公園
- 南中丸東公園
- 南中丸西公園
- 南中丸山崎公園
- 青葉北公園
- 青葉南公園
- 高井公園
- 八幡公園
- ひだまり思いやり公園

### 施設
- さいたま市立大宮八幡中学校
- 大宮見沼ケアセンターそよ風
- 介護付有料老人ホーム ソラスト大宮見沼
- 有料老人ホーム イリーゼ大宮大和田
- 介護付有料老人ホーム みんなの家・南中丸
- 学校法人こまどり学園 こまどり幼稚園
- ルミエール保育園
- さいたま市立五反田会館（同和教育集会所）
- 神明神社 - 地内の746番地と1388番地の2か所に所在する[15]。746番地のものは春日氏居館址の場所に当たる。1388番地のものは当該記事を参照。
- 八幡神社
- 白山神社
- 感応院